# Pauini
Pauini est une municipalité brésilienne de l'État d'Amazonas .

## Faunes et flores
Plus de 7% de la Forêt nationale de Mapiá-Inauini se situe sur la commune de Pauini.